# Confessions d'un Barjo
„Confessions d'un Barjo” (1992) (cunoscut și ca Barjo de anglofoni) este un film francez   bazat pe romanul neștiințifico-fantastic „Confessions of a Crap Artist” de Philip K. Dick.
Reflectând popularitatea și respectul critic pe care Dick îl are în Franța, Barjo păstrează fidel un puternic aer de sensibilitate estetică specifică lui Dick, care nu apare în ecranizările mai celebre. În film este strecurat un scurt omagiu science-fiction sub forma unui spectacol de televiziune.

## Distribuție
- Richard Bohringer ca Charles
- Anne Brochet ca Fanfan
- Hippolyte Girardot ca Barjo
- Consuelo De Haviland ca Madame Hermelin
- Renaud Danner ca Michel
- Nathalie Boutefeu  ca Gwen
- Jac Berrocal ca Mage Gerardini
- Camille Gentet ca Fanfan copil
- Charles-Elie Rouart ca Barjo copil

## Legături externe
- Confessions d'un Barjo la Internet Movie Database
- Barjo la TCM Movie Database
- Confessions d'un Barjo la Allmovie